# Colin Kâzım-Richards
Colin Kâzım-Richards, meglio noto soprattutto in Turchia come Kâzım Kâzım (Londra, 26 agosto 1986), è un ex calciatore turco con cittadinanza britannica, di ruolo centrocampista.

## Biografia
Di padre di Antigua e Barbuda e madre turca (Cipro Nord), doveva chiamarsi Colin-Kâzım Richards, ma per un errore dell'anagrafe è stato trascritto come Colin Kâzım-Richards.

## Carriera

### Club

#### Gli inizi
Kâzım-Richards ha iniziato a giocare in Football League Two al Bury nel 2004, dopo averne raggiunto le giovanili a 15 anni, e le sue prestazioni attirarono l'interesse di diverse squadre.
Nel 2005, a 19 anni, ha firmato un contratto triennale con il Brighton & Hove, squadra di Football League Championship, che lo ha acquistato per 250.000£. A Brighton & Hove Kâzım-Richards è stato spesso utilizzato solo come riserva e nella stagione 2005/2006 ha segnato 6 gol in campionato, compreso il 5.000º della squadra inglese in partite di campionato, realizzato il 25 febbraio 2006 contro il Crewe Alexandra. Ma dopo la retrocessione in Football League One e la mancata convocazione per la prima partita della stagione 2006/2007 contro il Rotherham, Kâzım Richards ha chiesto di essere ceduto.
Il Brighton lo ha venduto in FA Premier League allo Sheffield United per 150.000£ il 31 agosto 2006, ultimo giorno utile per i trasferimenti estivi. Kâzım-Richards ha firmato un contratto triennale con lo Sheffield United e nella stagione 2006-2007 a Sheffield ha disputato 27 partite segnando solo una rete.

#### Esperienze in Turchia e Sudamerica, ritorno in Inghilterra
Il 15 giugno 2007, Kâzım-Richards si è trasferito al Fenerbahçe, firmando un contratto quadriennale. Con il Fenerbahçe ha esordito in Champions League il 29 agosto 2007 ad in Belgio contro l'Anderlecht (0-2), subentrando al 67º minuto a Tümer Metin. Ha segnato il primo gol in Champions League il 2 aprile 2008 al 65º minuto della gara dei quarti di finale dell'edizione 2007/2008 contro il Chelsea (2-1), realizzando la rete del momentaneo 1-1.
Il 20 gennaio 2010 il Tolosa ufficializza l'acquisto del centrocampista turco prelevato con la formula del prestito con diritto di riscatto, fissato a circa 4 milioni di euro.
Il 5 gennaio 2011 torna in patria, firmando un contratto di tre anni e mezzo con il Galatasaray. Il 1º febbraio 2012 passa in prestito ai greci dell'Olympiakos. L'11 agosto 2012 passa in prestito agli inglesi del Blackburn. Torna in seguito in Turchia, acquistato dal Bursaspor, ma dopo una sola stagione viene ceduto prima in prestito e poi a titolo definitivo in Olanda, al Feyenoord.
Dopo le stagioni 2014-15 e 2015-16 di Rotterdam, vive una breve parentesi con il Celtic di Glasgow, per poi approdare al Coritiba in Brasile. Dopo diverse altre esperienze in Sudamerica, dal 2020 gioca in Inghilterra al Derby County in Championship. Il 19 luglio 2022 fa ritorno in Turchia firmando per il Fatih Karagümrük di Andrea Pirlo.

### Nazionale
Kâzım-Richards ha disputato 5 partite e segnato una rete con la nazionale turca Under-21, al 39º minuto della gara di esordio il 24 marzo 2007 contro i pari età svizzeri (2-0).
Pochi mesi dopo la prima apparizione con l'Under-21 è stato convocato da Fatih Terim nella nazionale maggiore, dove ha debuttato il 5 giugno 2007 in amichevole contro il Brasile (0-0).
Con la Turchia ha partecipato all'Europeo 2008, dove la nazionale turca è stata eliminata in semifinale dalla Germania, disputando tutte e 5 le partite della sua Nazionale senza realizzare alcun gol.

## Statistiche

### Presenze e reti nei club
Statistiche aggiornate al 6 giugno 2023.
| Stagione               | Squadra                | Campionato             | Campionato | Campionato | Coppe nazionali | Coppe nazionali | Coppe nazionali | Coppe continentali | Coppe continentali | Coppe continentali | Altre coppe | Altre coppe | Altre coppe | Totale | Totale |
| Stagione               | Squadra                | Comp                   | Pres       | Reti       | Comp            | Pres            | Reti            | Comp               | Pres               | Reti               | Comp        | Pres        | Reti        | Pres   | Reti   |
| ---------------------- | ---------------------- | ---------------------- | ---------- | ---------- | --------------- | --------------- | --------------- | ------------------ | ------------------ | ------------------ | ----------- | ----------- | ----------- | ------ | ------ |
| 2004-2005              | Bury                   | FL2                    | 30         | 3          | FACup+CdL       | 1+0             | 0               | -                  | -                  | -                  | FLT         | 1           | 0           | 32     | 3      |
| 2005-2006              | Brighton & Hove        | FLC                    | 42         | 6          | FACup+CdL       | 1+1             | 0               | -                  | -                  | -                  | -           | -           | -           | 44     | 6      |
| ago. 2006              | Brighton & Hove        | FL1                    | 1          | 0          | FACup+CdL       | 0               | 0               | -                  | -                  | -                  | FLT         | 0           | 0           | 1      | 0      |
| Totale Brighton & Hove | Totale Brighton & Hove | Totale Brighton & Hove | 43         | 6          |                 | 2               | 0               |                    | -                  | -                  |             | 0           | 0           | 45     | 6      |
| ago. 2006-2007         | Sheffield United       | PL                     | 27         | 1          | FACup+CdL       | 1+1             | 0               | -                  | -                  | -                  | -           | -           | -           | 29     | 1      |
| 2007-2008              | Fenerbahçe             | SL                     | 28         | 0          | TK              | 4               | 1               | UCL                | 10                 | 1                  | ST          | 1           | 0           | 43     | 2      |
| 2008-2009              | Fenerbahçe             | SL                     | 22         | 2          | TK              | 5               | 1               | UCL                | 8                  | 1                  | -           | -           | -           | 35     | 4      |
| 2009-gen. 2010         | Fenerbahçe             | SL                     | 11         | 3          | TK              | 0               | 0               | UEL                | 7                  | 2                  | ST          | 1           | 0           | 19     | 5      |
| gen.-giu. 2010         | Tolosa                 | L1                     | 15         | 2          | CF+CdL          | 1+2             | 0               | UEL                | -                  | -                  | -           | -           | -           | 18     | 2      |
| 2010-gen. 2011         | Fenerbahçe             | SL                     | 5          | 0          | TK              | 1               | 0               | UCL+UEL            | 1+0                | 0                  | -           | -           | -           | 7      | 0      |
| Totale Fenerbahçe      | Totale Fenerbahçe      | Totale Fenerbahçe      | 66         | 5          |                 | 10              | 2               |                    | 26                 | 4                  |             | 2           | 0           | 104    | 11     |
| gen.-giu. 2011         | Galatasaray            | SL                     | 13         | 3          | TK              | 4               | 2               | UEL                | -                  | -                  | -           | -           | -           | 17     | 5      |
| 2011-gen. 2012         | Galatasaray            | SL                     | 18         | 2          | TK              | 0               | 0               | -                  | -                  | -                  | -           | -           | -           | 18     | 2      |
| Totale Galatasaray     | Totale Galatasaray     | Totale Galatasaray     | 31         | 5          |                 | 4               | 2               |                    | -                  | -                  |             | -           | -           | 35     | 7      |
| gen.-giu. 2012         | Olympiacos             | SL                     | 9          | 1          | CG              | 0               | 0               | UEL                | 0                  | 0                  | -           | -           | -           | 9      | 1      |
| 2012-2013              | Blackburn              | FLC                    | 28         | 3          | FACup+CdL       | 3+0             | 2               | -                  | -                  | -                  | -           | -           | -           | 31     | 5      |
| 2013-2014              | Bursaspor              | SL                     | 16         | 0          | TK              | 5               | 2               | UEL                | -                  | -                  | -           | -           | -           | 21     | 2      |
| 2014-2015              | Feyenoord              | ED                     | 27+2       | 11+1       | CO              | 1               | 0               | UEL                | 7                  | 1                  | -           | -           | -           | 37     | 13     |
| 2015-gen. 2016         | Feyenoord              | ED                     | 11         | 1          | CO              | 1               | 0               | -                  | -                  | -                  | -           | -           | -           | 12     | 1      |
| Totale Feyenoord       | Totale Feyenoord       | Totale Feyenoord       | 38+2       | 12+1       |                 | 2               | 0               |                    | 7                  | 1                  |             | -           | -           | 49     | 14     |
| gen.-giu. 2016         | Celtic                 | SP                     | 11         | 1          | SC+CdL          | 2+0             | 1               | -                  | -                  | -                  | -           | -           | -           | 13     | 2      |
| 2016                   | Coritiba               | A1/PR+A                | 0+21       | 3          | CB              | 0               | 0               | CS                 | 4                  | 0                  | -           | -           | -           | 25     | 3      |
| 2017                   | Corinthians            | A1/SP+A                | 8+14       | 1+1        | CB              | 3               | 0               | CS                 | 3                  | 0                  | -           | -           | -           | 28     | 2      |
| 2018                   | Corinthians            | A1/SP+A                | 4+1        | 0          | CB              | 0               | 0               | CL                 | 0                  | 0                  | -           | -           | -           | 5      | 0      |
| Totale Corinthians     | Totale Corinthians     | Totale Corinthians     | 12+15      | 1+1        |                 | 3               | 0               |                    | 3                  | 0                  |             | -           | -           | 33     | 2      |
| 2018-gen. 2019         | Lobos BUAP             | PD                     | 10         | 3          | CM              | 0               | 0               | -                  | -                  | -                  | -           | -           | -           | 10     | 3      |
| gen.-giu. 2019         | Veracruz               | PD                     | 15         | 4          | CM              | 4               | 1               | -                  | -                  | -                  | -           | -           | -           | 19     | 5      |
| 2019-gen. 2020         | Veracruz               | PD                     | 8          | 4          | CM              | 3               | 0               | -                  | -                  | -                  | -           | -           | -           | 11     | 4      |
| Totale Veracruz        | Totale Veracruz        | Totale Veracruz        | 23         | 8          |                 | 7               | 1               |                    | -                  | -                  |             | -           | -           | 30     | 9      |
| gen.-giu. 2020         | Pachuca                | PD                     | 9          | 2          | CM              | 3               | 3               | -                  | -                  | -                  | -           | -           | -           | 12     | 5      |
| ago. 2020              | Pachuca                | PD                     | 4          | 1          | -               | -               | -               | -                  | -                  | -                  | -           | -           | -           | 4      | 1      |
| Totale Pachuca         | Totale Pachuca         | Totale Pachuca         | 13         | 3          |                 | 3               | 3               |                    | -                  | -                  |             | -           | -           | 16     | 6      |
| ago. 2020-2021         | Derby County           | FLC                    | 38         | 8          | FACup+CdL       | 0               | 0               | -                  | -                  | -                  | -           | -           | -           | 38     | 8      |
| 2021-2022              | Derby County           | FLC                    | 23         | 3          | FACup+CdL       | 1+1             | 0+1             | -                  | -                  | -                  | -           | -           | -           | 25     | 4      |
| Totale Derby County    | Totale Derby County    | Totale Derby County    | 61         | 11         |                 | 2               | 1               |                    | -                  | -                  |             | -           | -           | 63     | 12     |
| 2022-2023              | Fatih Karagümrük       | SL                     | 17         | 0          | TK              | 2               | 1               | -                  | -                  | -                  | -           | -           | -           | 19     | 1      |
| Totale carriera        | Totale carriera        | Totale carriera        | 488        | 70         |                 | 51              | 15              |                    | 40                 | 5                  |             | 3           | 0           | 582    | 90     |

### Cronologia presenze e reti in nazionale
| Cronologia completa delle presenze e delle reti in nazionale ― Turchia | Cronologia completa delle presenze e delle reti in nazionale ― Turchia | Cronologia completa delle presenze e delle reti in nazionale ― Turchia | Cronologia completa delle presenze e delle reti in nazionale ― Turchia | Cronologia completa delle presenze e delle reti in nazionale ― Turchia | Cronologia completa delle presenze e delle reti in nazionale ― Turchia | Cronologia completa delle presenze e delle reti in nazionale ― Turchia | Cronologia completa delle presenze e delle reti in nazionale ― Turchia |
| Data                                                                   | Città                                                                  | In casa                                                                | Risultato                                                              | Ospiti                                                                 | Competizione                                                           | Reti                                                                   | Note                                                                   |
| ---------------------------------------------------------------------- | ---------------------------------------------------------------------- | ---------------------------------------------------------------------- | ---------------------------------------------------------------------- | ---------------------------------------------------------------------- | ---------------------------------------------------------------------- | ---------------------------------------------------------------------- | ---------------------------------------------------------------------- |
| 5-6-2007                                                               | Dortmund                                                               | Turchia                                                                | 0 – 0                                                                  | Brasile                                                                | Amichevole                                                             | -                                                                      | 62’                                                                    |
| 20-5-2008                                                              | Bielefeld                                                              | Turchia                                                                | 1 – 0                                                                  | Slovacchia                                                             | Amichevole                                                             | -                                                                      |                                                                        |
| 25-5-2008                                                              | Bochum                                                                 | Turchia                                                                | 2 – 3                                                                  | Uruguay                                                                | Amichevole                                                             | -                                                                      | 46’                                                                    |
| 29-5-2008                                                              | Duisburg                                                               | Finlandia                                                              | 0 – 2                                                                  | Turchia                                                                | Amichevole                                                             | -                                                                      | 75’                                                                    |
| 7-6-2008                                                               | Carouge                                                                | Portogallo                                                             | 2 – 0                                                                  | Turchia                                                                | Euro 2008 - 1º turno                                                   | -                                                                      | 4’                                                                     |
| 11-6-2008                                                              | Basilea                                                                | Svizzera                                                               | 1 – 2                                                                  | Turchia                                                                | Euro 2008 - 1º turno                                                   | -                                                                      | 85’                                                                    |
| 15-6-2008                                                              | Ginevra                                                                | Turchia                                                                | 3 – 2                                                                  | Rep. Ceca                                                              | Euro 2008 - 1º turno                                                   | -                                                                      | 57’                                                                    |
| 20-6-2008                                                              | Basilea                                                                | Croazia                                                                | 1 – 1 dts (1 – 3 dtr)                                                  | Turchia                                                                | Euro 2008 - Quarti di finale                                           | -                                                                      | 60’                                                                    |
| 25-6-2008                                                              | Basilea                                                                | Germania                                                               | 3 – 2                                                                  | Turchia                                                                | Euro 2008 - Semifinale                                                 | -                                                                      | 90’                                                                    |
| 20-8-2008                                                              | İzmit                                                                  | Turchia                                                                | 1 – 0                                                                  | Cile                                                                   | Amichevole                                                             | -                                                                      | 63’                                                                    |
| 6-9-2008                                                               | Erevan                                                                 | Armenia                                                                | 0 – 2                                                                  | Turchia                                                                | Qual. Mondiali 2010                                                    | -                                                                      | 55’                                                                    |
| 10-9-2008                                                              | Istanbul                                                               | Turchia                                                                | 1 – 1                                                                  | Belgio                                                                 | Qual. Mondiali 2010                                                    | -                                                                      | 46’                                                                    |
| 11-10-2008                                                             | Istanbul                                                               | Turchia                                                                | 2 – 1                                                                  | Bosnia ed Erzegovina                                                   | Qual. Mondiali 2010                                                    | -                                                                      | 42’                                                                    |
| 15-10-2008                                                             | Tallinn                                                                | Estonia                                                                | 0 – 0                                                                  | Turchia                                                                | Qual. Mondiali 2010                                                    | -                                                                      | 70’                                                                    |
| 19-11-2008                                                             | Vienna                                                                 | Austria                                                                | 2 – 4                                                                  | Turchia                                                                | Amichevole                                                             | -                                                                      | 84’                                                                    |
| 11-2-2009                                                              | Smirne                                                                 | Turchia                                                                | 1 – 1                                                                  | Costa d'Avorio                                                         | Amichevole                                                             | -                                                                      | 46’ 57’                                                                |
| 2-6-2009                                                               | Kayseri                                                                | Turchia                                                                | 2 – 0                                                                  | Azerbaigian                                                            | Amichevole                                                             | -                                                                      | 46’                                                                    |
| 12-8-2009                                                              | Kiev                                                                   | Ucraina                                                                | 0 – 3                                                                  | Turchia                                                                | Amichevole                                                             | -                                                                      | 68’                                                                    |
| 5-9-2009                                                               | Kayseri                                                                | Turchia                                                                | 4 – 2                                                                  | Estonia                                                                | Qual. Mondiali 2010                                                    | -                                                                      | 61’                                                                    |
| 10-10-2009                                                             | Bruxelles                                                              | Belgio                                                                 | 2 – 0                                                                  | Turchia                                                                | Qual. Mondiali 2010                                                    | -                                                                      | 61’                                                                    |
| 14-10-2009                                                             | Bursa                                                                  | Turchia                                                                | 2 – 0                                                                  | Armenia                                                                | Qual. Mondiali 2010                                                    | -                                                                      | 83’                                                                    |
| 3-3-2010                                                               | Istanbul                                                               | Turchia                                                                | 2 – 0                                                                  | Honduras                                                               | Amichevole                                                             | -                                                                      | 84’                                                                    |
| 22-5-2010                                                              | Harrison                                                               | Turchia                                                                | 2 – 1                                                                  | Rep. Ceca                                                              | Amichevole                                                             | -                                                                      | 46’                                                                    |
| 26-5-2010                                                              | New Britain                                                            | Irlanda del Nord                                                       | 0 – 2                                                                  | Turchia                                                                | Amichevole                                                             | -                                                                      | 62’                                                                    |
| 29-5-2010                                                              | Filadelfia                                                             | Stati Uniti                                                            | 2 – 1                                                                  | Turchia                                                                | Amichevole                                                             | -                                                                      | 62’                                                                    |
| 11-8-2010                                                              | Istanbul                                                               | Turchia                                                                | 2 – 0                                                                  | Romania                                                                | Amichevole                                                             | -                                                                      | 46’                                                                    |
| 3-9-2010                                                               | Astana                                                                 | Kazakistan                                                             | 0 – 3                                                                  | Turchia                                                                | Qual. Euro 2012                                                        | -                                                                      | 85’                                                                    |
| 17-11-2010                                                             | Amsterdam                                                              | Paesi Bassi                                                            | 1 – 0                                                                  | Turchia                                                                | Amichevole                                                             | -                                                                      | 62’                                                                    |
| 9-2-2011                                                               | Trebisonda                                                             | Turchia                                                                | 0 – 0                                                                  | Corea del Sud                                                          | Amichevole                                                             | -                                                                      | 46’                                                                    |
| 3-6-2011                                                               | Bruxelles                                                              | Belgio                                                                 | 1 – 1                                                                  | Turchia                                                                | Qual. Euro 2012                                                        | -                                                                      | 37’                                                                    |
| 10-8-2011                                                              | Istanbul                                                               | Turchia                                                                | 3 – 0                                                                  | Estonia                                                                | Amichevole                                                             | 2                                                                      |                                                                        |
| 2-9-2011                                                               | Istanbul                                                               | Turchia                                                                | 2 – 1                                                                  | Kazakistan                                                             | Qual. Euro 2012                                                        | -                                                                      | 82’                                                                    |
| 7-10-2011                                                              | Istanbul                                                               | Turchia                                                                | 1 – 3                                                                  | Germania                                                               | Qual. Euro 2012                                                        | -                                                                      | 70’                                                                    |
| 11-10-2011                                                             | Istanbul                                                               | Turchia                                                                | 1 – 0                                                                  | Azerbaigian                                                            | Qual. Euro 2012                                                        | -                                                                      | 58’                                                                    |
| 15-11-2011                                                             | Zagabria                                                               | Croazia                                                                | 0 – 0                                                                  | Turchia                                                                | Qual. Euro 2012                                                        | -                                                                      |                                                                        |
| 28-3-2015                                                              | Amsterdam                                                              | Paesi Bassi                                                            | 1 – 1                                                                  | Turchia                                                                | Qual. Euro 2016                                                        | -                                                                      | 79’                                                                    |
| 31-3-2015                                                              | Lussemburgo                                                            | Lussemburgo                                                            | 1 – 2                                                                  | Turchia                                                                | Amichevole                                                             | -                                                                      | 46’                                                                    |
| Totale                                                                 |                                                                        | Presenze                                                               | 37                                                                     |                                                                        | Reti                                                                   | 2                                                                      |                                                                        |

## Palmarès

### Club

#### Competizioni statali
- Campionato paulista: 1

Corinthians: 2017

#### Competizioni nazionali
- Supercoppa di Turchia: 3

Fenerbahçe: 2007, 2009
Galatasaray: 2013
- Campionato greco: 1

Olympiakos: 2011-2012
- Coppa di Grecia: 1

Olympiakos: 2011-2012
- Campionato scozzese: 1

Celtic: 2015-2016
- Campionato brasiliano: 1

Corinthians: 2017